# Аббер
Аббе́р, или Аб-Бер, или Оба́р, или Уба́р (перс. آببر‎, азерб. Abbər) — небольшой город на северо-западе Ирана, в провинции Зенджан. Административный центр шахрестана Таром. На 2006 год население составляло 4 918 человек.

## География
Город находится в северо-восточной части Зенджана, в горной местности, на высоте 664 метров над уровнем моря.
Аббер расположен на расстоянии приблизительно 45 километров к северо-востоку от Зенджана, административного центра провинции и на расстоянии 245 километров к западу-северо-западу (WNW) от Тегерана, столицы страны. Ближайший аэропорт находится в городе Зенджан.